# Ezer kilométeres nagyságrend
Ez a lap a különböző nagyságrendek összehasonlítását segíti elő, az 1000 kilométer és a 10 000 kilométer (106–107 méter) közötti hosszúságokat (szélességeket, magasságokat, mélységeket, átmérőket, távolságokat) sorolja fel. Az összes nagyságrendet átfogó lista a Nagyságrendek listája (hosszúság) szócikkben található meg.

## Értékek
106 (1 000 000) méter egyenlő az alábbiakkal:
- 1000 km
- 1 Mm
- körülbelül 621.37 mérföld
- az 1 000 000 km² területű négyzet oldala

## Egy Budapest-középpontú, 1000 km sugarú kör mérete
Egy Budapest-középpontú, 1000 km-es képzeletbeli kör íve az alábbi területeken haladna keresztül (az óramutató járása szerinti sorrendben, északról indulva): Svédország déli csúcsa, a Balti-tenger, Litvánia, Fehéroroszország, Ukrajna, a Fekete-tenger, Törökország északnyugati csúcsa, Görögország, Földközi-tenger, Olaszország déli része (Calabria, a „csizma” orra), Tirrén-tenger, Korzika, a francia–olasz határ, Svájc nyugati határa, Luxemburg, Németország határa Belgiummal és Hollandiával, valamint a Dániához közeli része (Schleswig-Holstein tartomány), végül Dánia délkeleti része.
A fenti kör mentén többek közt az alábbi városok, területek helyezkednek el:
- Karlskrona (Svédország délkeleti csúcsán)
- a litván–lett határ
- Minszk (Fehéroroszország)
- Kijev (Ukrajna)
- a Krím félsziget nyugati csúcsa (Ukrajna; vitatott terület)
- Isztambul (Törökország)
- Pátra (Görögország)
- Korzika (Franciaország)
- Nizza (Franciaország)
- Genf (Svájc)
- Luxembourg (Luxemburg)
- Aachen (Németország, a belga és holland határnál)
- Duisburg (Németország)
- Kiel (Németország)
- Koppenhága (Dánia)
- Malmö (Svédország)

## Emberi építmények
- 2451 km: az Alaska Highway hossza
- 3069 km: az Interstate 95 hossza (Houltontól Miamiig)
- 3846 km: a U.S. Route 1 hossza (Fort Kenttől Key Westig)
- 5007 km: az Interstate 90 becsült hossza (Seattle-től Bostonig)
- 6400 km: a kínai nagy fal hossza
- 7821 km: a világ leghosszabb nemzeti autópályájának, a Trans-Canada Highway hossza (Victoriától St. John'sig)
- 9289 km: a Transzszibériai vasútvonal hossza

## Tervezett
- 2100 km: az Iránból Indiába Pakisztánon át vezető gázcső hossza

## Természet
- 2000 km: Peking és Hongkong távolsága légvonalban
- 2800 km: az Atlanti-óceán legkisebb szélessége (Brazília – Nyugat-Afrika)
- 2850 km: a Duna hossza
- 2205 km: Svédország összes határának a hossza
- 2515 km: Norvégia összes határának a hossza
- 3690 km: a Volga hossza, a leghosszabb Európában
- 4350 km: a Sárga-folyó (Huang He) hossza
- 4715 km: a Nílus hossza
- 4800 km: az Atlanti-óceán legnagyobb szélessége (U.S.A. – Észak-Afrika)
- 5650 km: Új-Zéland tengerpartjának hossza
- 5100 km: Dublin és New York távolsága légvonalban
- 6270 km: a Mississippi-Missouri folyórendszer hossza
- 6380 km: a Jangce hossza
- 6762 km: az Amazonas rendszer hossza, a leghosszabb a Földön
- 8200 km: Dublin és San Francisco távolsága légvonalban

## Csillagászat
- 1000 km: a Haumea Neptunuszon túli objektum legkisebb becsült átmérője
- 1186 km: a Pluto legnagyobb holdjának, a Charonnak az átmérője
- 1280 km: az 50000 Quaoar Neptunuszon túli objektum becsült átmérője
- 1436 km: a Szaturnusz egyik nagyobb holdjának, az Iapetus-nak az átmérője
- 1578 km: az Uránusz legnagyobb holdjának, a Titaniának átmérője
- 1960 km: a Haumea Neptunuszon túli objektum legnagyobb becsült átmérője
- 2707 km: a Neptunusz legnagyobb holdjának, a Tritonnak az ármérője
- 3000 km: a Eris átmérője, amely az eddig talált legnagyobb Neptunuszon túli objektum
- 3122 km: a Jupiter legkisebb Galilei-holdja, az Europa átmérője
- 3475 km: a Föld Holdjának átmérője
- 3643 km: a Jupiter holdja, az Io átmérője
- 4821 km: a Jupiter holdja, a Callisto átmérője
- 4879 km: a Merkúr átmérője
- 5150 km: a Szaturnusz legnagyobb holdja, a Titan-nak az átmérője
- 5262 km: a Jupiter és a Naprendszer legnagyobb holdja, a Ganymedes átmérője
- 6366 km: a Föld sugara
- 6792 km: a Mars átmérője